# 마다가스카르 축구 국가대표팀
마다가스카르 축구 국가대표팀(프랑스어: Équipe de Madagascar de football)은 마다가스카르를 대표하는 축구 국가대표팀으로 마다가스카르 축구 연맹에서 관리하고 있다. 1947년 모리셔스와의 국제 A매치 데뷔전에서 1-2로 패했으며 홈 구장으로는 마하마시나 스타디움을 사용하고 있다.

## 국제 대회 경력

### FIFA 월드컵
월드컵 본선 기록은 전무하며 2010년 아프리카 네이션스컵 예선을 겸한 2010년 FIFA 월드컵 아프리카 지역 2차 예선에서 3승 3무 2패로 마다가스카르 역사상 월드컵 지역 예선 최고 승률을 기록했지만 최종 예선 진출 및 2010년 아프리카 네이션스컵 본선 진출에 실패했다.

### 아프리카 네이션스컵
2019년 대회를 통해 사상 첫 메이저 대회 본선에 오르자마자 이 대회에서 8강에 오르며 마다가스카르 축구 역사상 메이저 대회 역대 최고 성적을 남기는 돌풍을 일으켰다.

## 기타 국제 대회 경력
인도양 경기 대회에는 8번 출전해서 금메달 2개, 은메달 2개를 획득했고 COSAFA컵에는 11번 출전하여 2008년 대회에서 4위에 이름을 올렸다.

## FIFA 월드컵 (본선)
| 년도   | 결과      | 순위      | 경기      | 승        | 무*       | 패        | 득점      | 실점      | 승점      |
| ------ | --------- | --------- | --------- | --------- | --------- | --------- | --------- | --------- | --------- |
| 1930년 | 독립 이전 | 독립 이전 | 독립 이전 | 독립 이전 | 독립 이전 | 독립 이전 | 독립 이전 | 독립 이전 | 독립 이전 |
| 1934년 | 독립 이전 | 독립 이전 | 독립 이전 | 독립 이전 | 독립 이전 | 독립 이전 | 독립 이전 | 독립 이전 | 독립 이전 |
| 1938년 | 독립 이전 | 독립 이전 | 독립 이전 | 독립 이전 | 독립 이전 | 독립 이전 | 독립 이전 | 독립 이전 | 독립 이전 |
| 1950년 | 독립 이전 | 독립 이전 | 독립 이전 | 독립 이전 | 독립 이전 | 독립 이전 | 독립 이전 | 독립 이전 | 독립 이전 |
| 1954년 | 독립 이전 | 독립 이전 | 독립 이전 | 독립 이전 | 독립 이전 | 독립 이전 | 독립 이전 | 독립 이전 | 독립 이전 |
| 1958년 | 독립 이전 | 독립 이전 | 독립 이전 | 독립 이전 | 독립 이전 | 독립 이전 | 독립 이전 | 독립 이전 | 독립 이전 |
| 1962년 | 없음      | 없음      | 없음      | 없음      | 없음      | 없음      | 없음      | 없음      | 없음      |
| 1966년 | 불참      | 불참      | 불참      | 불참      | 불참      | 불참      | 불참      | 불참      | 불참      |
| 1970년 | 불참      | 불참      | 불참      | 불참      | 불참      | 불참      | 불참      | 불참      | 불참      |
| 1974년 | 기권      | 기권      | 기권      | 기권      | 기권      | 기권      | 기권      | 기권      | 기권      |
| 1978년 | 불참      | 불참      | 불참      | 불참      | 불참      | 불참      | 불참      | 불참      | 불참      |
| 1982년 | 예선 탈락 | 예선 탈락 | 예선 탈락 | 예선 탈락 | 예선 탈락 | 예선 탈락 | 예선 탈락 | 예선 탈락 | 예선 탈락 |
| 1986년 | 예선 탈락 | 예선 탈락 | 예선 탈락 | 예선 탈락 | 예선 탈락 | 예선 탈락 | 예선 탈락 | 예선 탈락 | 예선 탈락 |
| 1990년 | 불참      | 불참      | 불참      | 불참      | 불참      | 불참      | 불참      | 불참      | 불참      |
| 1994년 | 예선 탈락 | 예선 탈락 | 예선 탈락 | 예선 탈락 | 예선 탈락 | 예선 탈락 | 예선 탈락 | 예선 탈락 | 예선 탈락 |
| 1998년 | 예선 탈락 | 예선 탈락 | 예선 탈락 | 예선 탈락 | 예선 탈락 | 예선 탈락 | 예선 탈락 | 예선 탈락 | 예선 탈락 |
| 2002년 | 예선 탈락 | 예선 탈락 | 예선 탈락 | 예선 탈락 | 예선 탈락 | 예선 탈락 | 예선 탈락 | 예선 탈락 | 예선 탈락 |
| 2006년 | 예선 탈락 | 예선 탈락 | 예선 탈락 | 예선 탈락 | 예선 탈락 | 예선 탈락 | 예선 탈락 | 예선 탈락 | 예선 탈락 |
| 2010년 | 예선 탈락 | 예선 탈락 | 예선 탈락 | 예선 탈락 | 예선 탈락 | 예선 탈락 | 예선 탈락 | 예선 탈락 | 예선 탈락 |
| 2014년 | 예선 탈락 | 예선 탈락 | 예선 탈락 | 예선 탈락 | 예선 탈락 | 예선 탈락 | 예선 탈락 | 예선 탈락 | 예선 탈락 |
| 2018년 | 예선 탈락 | 예선 탈락 | 예선 탈락 | 예선 탈락 | 예선 탈락 | 예선 탈락 | 예선 탈락 | 예선 탈락 | 예선 탈락 |
| 합계   |           |           |           |           |           |           |           |           |           |

### FIFA 월드컵 (예선)
| 1930년 | 독립 이전                                     | 독립 이전                                     | 독립 이전                                     | 독립 이전                                     | 독립 이전                                     | 독립 이전                                     | 독립 이전                                     |                                               |                                               |
| 1934년 | 독립 이전                                     | 독립 이전                                     | 독립 이전                                     | 독립 이전                                     | 독립 이전                                     | 독립 이전                                     | 독립 이전                                     |                                               |                                               |
| 1938년 | 독립 이전                                     | 독립 이전                                     | 독립 이전                                     | 독립 이전                                     | 독립 이전                                     | 독립 이전                                     | 독립 이전                                     |                                               |                                               |
| 1950년 | 독립 이전                                     | 독립 이전                                     | 독립 이전                                     | 독립 이전                                     | 독립 이전                                     | 독립 이전                                     | 독립 이전                                     |                                               |                                               |
| 1954년 | 독립 이전                                     | 독립 이전                                     | 독립 이전                                     | 독립 이전                                     | 독립 이전                                     | 독립 이전                                     | 독립 이전                                     |                                               |                                               |
| 1958년 | 독립 이전                                     | 독립 이전                                     | 독립 이전                                     | 독립 이전                                     | 독립 이전                                     | 독립 이전                                     | 독립 이전                                     |                                               |                                               |
| 1962년 | 없음                                          | 없음                                          | 없음                                          | 없음                                          | 없음                                          | 없음                                          | 없음                                          |                                               |                                               |
| 1966년 | 불참                                          | 불참                                          | 불참                                          | 불참                                          | 불참                                          | 불참                                          | 불참                                          |                                               |                                               |
| 1970년 | 불참                                          | 불참                                          | 불참                                          | 불참                                          | 불참                                          | 불참                                          | 불참                                          |                                               |                                               |
| 1974년 | 기권                                          | 기권                                          | 기권                                          | 기권                                          | 기권                                          | 기권                                          | 기권                                          |                                               |                                               |
| 1978년 | 불참                                          | 불참                                          | 불참                                          | 불참                                          | 불참                                          | 불참                                          | 불참                                          |                                               |                                               |
| 1982년 | 2                                             | 0                                             | 1                                             | 1                                             | 3                                             | 4                                             | 1                                             |                                               |                                               |
| 1986년 | 2                                             | 1                                             | 0                                             | 1                                             | 1                                             | 1                                             | 3                                             |                                               |                                               |
| 1990년 | 불참                                          | 불참                                          | 불참                                          | 불참                                          | 불참                                          | 불참                                          | 불참                                          |                                               |                                               |
| 1994년 | 4                                             | 3                                             | 0                                             | 1                                             | 7                                             | 3                                             | 9                                             |                                               |                                               |
| 1998년 | 2                                             | 0                                             | 1                                             | 1                                             | 3                                             | 4                                             | 1                                             |                                               |                                               |
| 2002년 | 10                                            | 3                                             | 0                                             | 7                                             | 7                                             | 16                                            | 9                                             |                                               |                                               |
| 2006년 | 2                                             | 0                                             | 1                                             | 1                                             | 3                                             | 4                                             | 1                                             |                                               |                                               |
| 2010년 | 8                                             | 3                                             | 3                                             | 2                                             | 12                                            | 9                                             | 12                                            |                                               |                                               |
| 2014년 | 2                                             | 1                                             | 0                                             | 1                                             | 2                                             | 3                                             | 3                                             |                                               |                                               |
| 2018년 | 4                                             | 1                                             | 2                                             | 1                                             | 7                                             | 7                                             | 5                                             |                                               |                                               |
| 합계   | 36                                            | 12                                            | 8                                             | 16                                            | 45                                            | 51                                            | 44                                            |                                               |                                               |
| 순위   | 월드컵 예선 승점 순위 : 127위 (아프리카 28위) | 월드컵 예선 승점 순위 : 127위 (아프리카 28위) | 월드컵 예선 승점 순위 : 127위 (아프리카 28위) | 월드컵 예선 승점 순위 : 127위 (아프리카 28위) | 월드컵 예선 승점 순위 : 127위 (아프리카 28위) | 월드컵 예선 승점 순위 : 127위 (아프리카 28위) | 월드컵 예선 승점 순위 : 127위 (아프리카 28위) | 월드컵 예선 승점 순위 : 127위 (아프리카 28위) | 월드컵 예선 승점 순위 : 127위 (아프리카 28위) |

## 아프리카 네이션스컵
- 1962년 ~ 1970년 - 불참
- 1972년 ~ 1974년 - 예선 탈락
- 1976년 - 기권
- 1978년 - 불참
- 1980년 ~ 1988년 - 예선 탈락
- 1990년 - 기권
- 1992년 - 예선 탈락
- 1994년 - 불참
- 1996년 - 예선 도중 기권
- 1998년 - 실격
- 2000년 ~ 2017년 - 예선 탈락
- 2019년 - 8강
- 2021년 - 예선 탈락

### 아프리카 네이션스컵 (예선)
| 아프리카 네이션스컵 예선 기록 | 아프리카 네이션스컵 예선 기록 | 아프리카 네이션스컵 예선 기록 | 아프리카 네이션스컵 예선 기록 | 아프리카 네이션스컵 예선 기록 | 아프리카 네이션스컵 예선 기록 | 아프리카 네이션스컵 예선 기록 | 아프리카 네이션스컵 예선 기록 |
| 년도                          | 경기                          | 승                            | 무*                           | 패                            | 득점                          | 실점                          | 승점                          |
| ----------------------------- | ----------------------------- | ----------------------------- | ----------------------------- | ----------------------------- | ----------------------------- | ----------------------------- | ----------------------------- |
| 1957년                        | 독립 이전                     | 독립 이전                     | 독립 이전                     | 독립 이전                     | 독립 이전                     | 독립 이전                     | 독립 이전                     |
| 1959년                        | 독립 이전                     | 독립 이전                     | 독립 이전                     | 독립 이전                     | 독립 이전                     | 독립 이전                     | 독립 이전                     |
| 1962년                        | 비회원국                      | 비회원국                      | 비회원국                      | 비회원국                      | 비회원국                      | 비회원국                      | 비회원국                      |
| 1963년                        | 비회원국                      | 비회원국                      | 비회원국                      | 비회원국                      | 비회원국                      | 비회원국                      | 비회원국                      |
| 1965년                        | 불참                          | 불참                          | 불참                          | 불참                          | 불참                          | 불참                          | 불참                          |
| 1968년                        | 불참                          | 불참                          | 불참                          | 불참                          | 불참                          | 불참                          | 불참                          |
| 1970년                        | 불참                          | 불참                          | 불참                          | 불참                          | 불참                          | 불참                          | 불참                          |
| 1972년                        | 2                             | 1                             | 0                             | 1                             | 3                             | 5                             | 3                             |
| 1974년                        | 2                             | 1                             | 0                             | 1                             | 3                             | 4                             | 3                             |
| 1976년                        | 기권                          | 기권                          | 기권                          | 기권                          | 기권                          | 기권                          | 기권                          |
| 1978년                        | 불참                          | 불참                          | 불참                          | 불참                          | 불참                          | 불참                          | 불참                          |
| 1980년                        | 2                             | 1                             | 0                             | 1                             | 3                             | 6                             | 3                             |
| 1982년                        | 4                             | 1                             | 2                             | 1                             | 4                             | 7                             | 5                             |
| 1984년                        | 4                             | 1                             | 1                             | 2                             | 3                             | 4                             | 4                             |
| 1986년                        | 2                             | 0                             | 0                             | 2                             | 2                             | 6                             | 0                             |
| 1988년                        | 2                             | 1                             | 0                             | 1                             | 2                             | 3                             | 3                             |
| 1990년                        | 기권                          | 기권                          | 기권                          | 기권                          | 기권                          | 기권                          | 기권                          |
| 1992년                        | 5                             | 2                             | 2                             | 1                             | 3                             | 2                             | 8                             |
| 1994년                        | 불참                          | 불참                          | 불참                          | 불참                          | 불참                          | 불참                          | 불참                          |
| 1996년                        | 1                             | 0                             | 0                             | 1                             | 0                             | 1                             | 0                             |
| 1998년                        | 실격                          | 실격                          | 실격                          | 실격                          | 실격                          | 실격                          | 실격                          |
| 2000년                        | 8                             | 2                             | 3                             | 3                             | 9                             | 12                            | 9                             |
| 2002년                        | 8                             | 2                             | 2                             | 4                             | 7                             | 11                            | 8                             |
| 2004년                        | 4                             | 2                             | 0                             | 2                             | 2                             | 8                             | 6                             |
| 2006년                        | 2                             | 0                             | 1                             | 1                             | 3                             | 4                             | 1                             |
| 2008년                        | 4                             | 0                             | 0                             | 4                             | 0                             | 14                            | 0                             |
| 2010년                        | 8                             | 3                             | 3                             | 2                             | 12                            | 9                             | 12                            |
| 2012년                        | 6                             | 0                             | 1                             | 5                             | 4                             | 14                            | 1                             |
| 2013년                        | 2                             | 0                             | 0                             | 2                             | 1                             | 7                             | 0                             |
| 2015년                        | 2                             | 1                             | 0                             | 1                             | 2                             | 2                             | 3                             |
| 2017년                        | 6                             | 0                             | 3                             | 3                             | 5                             | 12                            | 3                             |
| 2019년                        | 6                             | 3                             | 1                             | 2                             | 8                             | 8                             | 10                            |
| 2021년                        | 6                             | 2                             | 2                             | 2                             | 9                             | 9                             | 8                             |
| 합계                          | 86                            | 23                            | 21                            | 42                            | 85                            | 148                           | 90                            |

## 주요 선수
- 파네바 이마 안드리아치마
- 장 디오도네 란드리아나솔로
- 파울린 보아비
- 카롤루스 안드리아마치노로
- 랄라이나 노멘자나하리
- 게르바이스 란드리아나리소아